# 1-800 Vindication
1-800 Vindication ist das fünfte Studioalbum der dänischen Death-Metal-Band Illdisposed. Es erschien am 4. Oktober 2004 via Roadrunner Records.

## Entstehung
Im Jahr 2003 trennten sich Illdisposed von ihrem bisherigen Musiklabel Diehard Music, während sich die Band mit einer Promo-CD mit sechs Liedern beschäftigte. Insgesamt arbeitete die Band über einen Zeitraum von zwei Jahren an neuem Material. Während dieser Zeit verließen Tore Morgensen und Rolf Rognvard–Hansen die Band. Die Aufnahmen fanden im Mai 2004 in den Zigzound-Studios statt. Das Schlagzeug wurde im Combi Sound Studio in Viby aufgenommen. Produziert wurde 1-800 Vindication von „Ziggy“. Die Abmischung sowie das Mastering übernahm Tue Madsen im Antfarm Studio in Aarhus. Als Gastmusiker traten die The K9 Agency und Jonas Friis auf, die Synthesizer beisteuerten. Für die Lieder Dark und Still Sane wurden Musikvideos gedreht. Es waren die ersten Musikvideos der Bandgeschichte. Das Artwork wurde von Lasse Hoile entworfen.
Im Juni 2006 unterschrieb die Band einen weltweiten Vertrag mit EMI. In Europa wurde das Album von Roadrunner Records veröffentlicht.

## Hintergrund
Der Albumtitel ist laut Sänger Bo Summer als Wiederauferstehung zu verstehen. Die vorgesetzte Telefonvorwahl 1-800 stellt einen Scherz in Bezug auf amerikanischen Telefonhotlines dar.

„Ich habe keine Ahnung, ob die Telefonnummer existiert. Vielleicht sind es irgendwelche Rechtsanwälte oder so. Es sollte aber auch nur ein Spaß sein. Wir fanden all diese Anzeigen in den Magazinen so lächerlich, all diese 1-800-SuckmyDick und so weiter.“

In Now We’re History verarbeitete Sänger Bo Summer die Beziehungsdramen, die er in seinem Leben erlebt hat. Für das Lied Jeff verwendete die Band ein Sample aus dem Film Wayne’s World 2. In der verwendeten Sequenz erklärt der Schwiegervater des Hauptdarstellers Wayne Campbell auf Chinesisch, dass dieser eigentlich Jeff heißen sollte. Der Name hat keine besondere Bedeutung.

## Rezeption
Das Album erhielt von der Fachpresse überwiegend gute Kritiken. Laut Wolf-Rüdiger Mühlmann vom Rock Hard besitzen Illdisposed „die seltene Gabe, gleichermaßen schwere und brutale wie auch eingängige und treffsichere Songs zu schreiben“ und bezeichnete das Album als „Prachtstück“. Mühlmann gab dem Album neun von zehn möglichen Punkten. Rezensent „Gourmet“ vom Onlinemagazin bloodchamber.de beschrieb 1-800 Vindication als „rundum geiles Death-Metal-Album, das dank viel Melodie und einem hammer Sound ein breit gefächertes Publikum erreichen dürfte“. Wegen der kurzen Spielzeit vergab er 8,5 von zehn Punkten.
In dem Buch Best of Rock & Metal des deutschen Rock-Hard-Magazins, in dem die nach Meinung der Rock-Hard-Redaktion 500 stärksten Metal- und Hard-Rock-Alben aller Zeiten aufgeführt werden, belegte 1-800 Vindication Platz 490. 1-800 Vindication erreichte Platz 85 der dänischen Albumcharts.
Das Lied Dark wurde für den Soundtrack des Horrorfilms Saw verwendet.

## Titelliste
- I Believe in Me – 4:33
- Dark – 4:05
- Now We´re History – 4:39
- When You Scream – 3:08
- Jeff – 3:58
- In Search of Souls – 3:25
- Still Sane – 3:26
- You Against the World – 3:24
- No More Time – 3:24
- The Final Step – 1:55

## Wiederveröffentlichung
Am 28. August 2009 veröffentlichten Massacre Records die Alben 1-800 Vindication und Burn Me Wicked neu. Als Bonus enthielt die Neuveröffentlichung von 1-800 Vindication die Lieder Near the Gates und Ich bin verloren in Berlin.